# Liste der Wappen im Landkreis Ansbach
Die Liste der Wappen im Landkreis Ansbach zeigt die Wappen der Gemeinden im bayerischen Landkreis Ansbach.

## Landkreis Ansbach und Vorgängerkreise

Landkreis Ansbach Unter gespaltenem Schildhaupt, darin vorne geviert von Silber und Schwarz, hinten in Rot drei silberne Spitzen, in Gold ein rot bewehrter schwarzer Doppeladler. Genehmigt durch die Regierung von Mittelfranken am 24. Juli 1979
Lage des Landkreises Ansbach in Bayern
Lage des Landkreises Ansbach in Deutschland

Landkreis Ansbach (–1972) Unter von Schwarz und Silber geviertem Schildhaupt in Grün ein schräglinker silberner Wellenbalken.
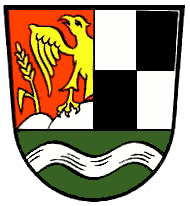
Landkreis Dinkelsbühl (–1972) Über grünem Schildfuß, darin ein silberner Wellenbalken, gespalten; vorne in Rot ein halber goldener Adler am Spalt, rechts begleitet von einer goldenen Dinkelähre, beide auf silbernen Bühlen stehend; hinten geviert von Silber und Schwarz.
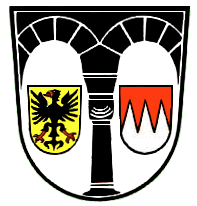
Landkreis Feuchtwangen (–1972) Unter einer romanischen schwarzen Doppelarkade auf durchgehender schwarzer Rundsäule in Silber schwebend vorne ein goldenes Schildchen, darin ein rot bewehrter schwarzer Adler, hinten ein rotes Schildchen, darin drei silberne Spitzen.
Landkreis Rothenburg ob der Tauber Führte kein Wappen.

## Städte, Märkte und Gemeinden

Gemeinde Adelshofen Wellenförmig gespalten von Gold und Rot; vorne ein wachsender roter Bischofsstab unter einer roten Kugel und beseitet von zwei roten Kugeln; hinten ein silberner, spitzgiebeliger Fachwerkturm.
Markt Arberg In Rot auf grünem Dreiberg stehend ein linksgewendeter, flugbereiter goldener Adler, dem ein aufrechter silberner Bischofsstab hinterlegt ist.
Gemeinde Aurach Geteilt von Gold und Rot; oben ein rot bewehrter schwarzer Auerochse, unten schräg gekreuzt ein silbernes Schwert und ein silberner Schlüssel, belegt mit einem senkrechten goldenen Pfeil.
Markt Bechhofen Gespalten von Silber und Rot; vorne und hinten übereinander je zwei Walzen in verwechselten Farben mit durchgesteckten goldenen Spindeln.
Gemeinde Bruckberg Unter von Silber und Schwarz geviertem Schildhaupt in Blau ein silberner Rosenstrauch mit fünf roten Rosen mit goldenen Butzen.
Gemeinde Buch a.Wald Über silbernem Schildfuß, darin ein silbern bewehrter rot gezungter, herschauender, schreitender schwarzer Löwe, geviert von Silber und Schwarz. In 1: ein schräg liegendes rotes Buchenblatt; in 2: drei schräg linke goldene Bucheckern an goldenen Stielen; in 3: ein schräg links liegendes gestürztes goldenes Buchenblatt; in 4: ein schräg liegendes, gestürztes rotes Buchenblatt.
Gemeinde Burgoberbach In Rot ein goldener Balken, darüber ein herschauender, schreitender, silberner Löwe, darunter ein gesenktes silbernes Andreaskreuz.
Gemeinde Burk Unter von Silber und Schwarz geviertem Schildhaupt in Rot übereinander zwei frei stehende silberne Balken mit je vier Zinnen.
Markt Colmberg In Gold drei aus der Mitte eines grünen Dreibergs wachsende schwarze Rohrkolben mit beblätterten grünen Stängeln, deren seitliche nach außen geneigt sind.
Markt Dentlein a. Forst In Gold eine von Silber und Schwarz gevierte, gesenkte, eingeschweifte Spitze, beseitet von je einem bewurzelten, grünen Nadelbaum.
Gemeinde Diebach In Rot eine eingeschweifte silberne Spitze, darin über gesenktem blauem Wellenbalken eine schwarze Laubkrone; vorne ein gestürzter silberner Rost, hinten eine silberne Wassernixe, in der Rechten ein silbernes Seeblatt.
Markt Dietenhofen In Silber auf grünem Bogenschildfuß ein silberner Hirt mit blauem Wams, goldener Umhängetasche, goldenen Stiefeln und schwarzem Schlapphut, in ein goldenes Horn blasend.
Große Kreisstadt Dinkelsbühl In Rot auf silbernem Dreiberg je ein goldener, zweiblättriger kurzgranniger Ährenhalm, die äußeren zum Schildrand geneigt.
Markt Dombühl In Rot auf grünem Einberg eine wachsende silberne fünfzinnige Mauer, von einer silbernen, schwarz bedachten Kirche überragt, mit Langhaus, darin drei schwarze Fenster, und einem links angebauten vierstöckigen Glockenturm mit zweistufigem Zeltdach, die oberen drei Etagen mit schwarzem Fenster, rechts über dem Langhausende ein von Silber und Schwarz gevierter Schild.
Markt Dürrwangen Geviert; 1: in Silber drei gespitzte, gekürzte, schwarze Balken; 2 und 3: in Rot ein silbernes Andreaskreuz; 4: in Silber drei gespitzte, gekürzte schwarze Pfähle.
Gemeinde Ehingen Geteilt; oben geviert von Silber und Schwarz, belegt mit einer silbernen Silberdistelblüte; unten gespalten von Silber und Rot mit einem wachsenden Palisanderzaun in verwechselten Farben.
Stadt Feuchtwangen In Silber auf grünem Boden eine grüne Fichte.
Markt Flachslanden In Silber eine eingeschweifte rote Spitze, darin ein silberner Ring; vorne eine blaue Flachsblüte, hinten ein schwarzes facettiertes Tatzenkreuz.
Gemeinde Gebsattel Durch einen silbernen Wellenpfahl gespalten von Blau und Rot, vorne ein hersehender goldener, rot bezungter Löwenkopf, in dessen Maul die Spitze eines aus dem Schildrand wachsenden silbernem Sparren, hinten ein abgerissener silberner Steinbockkopf.
Gemeinde Gerolfingen Unter von Gold und Rot geteiltem Schildhaupt gespalten von Silber und Schwarz darin ein Adler mit einem linksgerichteten waagrechten Wurfspeer in den Fängen in verwechselten Farben.
Gemeinde Geslau In Silber unter silbernem Schildhaupt, darin nebeneinander fünf wachsende grüne Nadelbäume, ein golden bewehrter roter Adler mit goldenen Kleestängeln auf den Flügeln.
Stadt Heilsbronn Gespalten von Gold und Rot; vorne ein in zwei Reihen von Rot und Silber geschachter Schrägbalken, hinten ein goldener Dreischalenbrunnen; auf der Spaltlinie unten ein goldenes Herz.
Stadt Herrieden Ein aufrecht sitzender goldener Hase auf rotem Schildgrund, der ein silbernes Pedum (Bischofsstab) in den Vorderpfoten hält.
Gemeinde Insingen Schräg geteilt, unten dreimal geteilt von Silber und Blau, oben in Gold ein schräg liegender roter Krebs.
Gemeinde Langfurth Über von Silber und Schwarz geviertem Schildfuß im Wellenschnitt gespalten von Grün und Silber, vorne drei silberne Schrägbalken, hinten ein roter Pfahl.
Markt Lehrberg In Gold auf einem mit einem silbernen Ring belegten grünen Dreiberg eine silberne Kapelle mit rotem Dach, darauf ein rotes Kreuz.
Stadt Leutershausen In Rot ein silbernes Torhaus mit geschlossenem roten Tor und spitzbedachtem Dachreiter; auf dem Dach beiderseits ein schwarz-silbernes Fähnchen.
Markt Lichtenau Über von Rot, Silber und Blau geteiltem Schildfuß gespalten; vorne in Gold ein halber, rot bewehrter schwarzer Adler am Spalt, hinten fünfmal schräg geteilt von Rot und Silber.
Stadt Merkendorf In Silber ein durchgehendes rotes Andreaskreuz, überdeckt mit einem gesenkten schwarzen Anker.
Gemeinde Mitteleschenbach In Rot gekreuzt ein goldener Bischofsstab und ein goldener Rechen.
Gemeinde Mönchsroth Durch einen gesenkten goldenen Balken geteilt von Blau und Rot, oben ein silberner Adler mit einem liegenden goldenen Abtstab in den Fängen, unten ein silbernes durchgehendes Andreaskreuz.
Gemeinde Neuendettelsau Über silbernem Schildfuß, darin eine rote Muschel, in Blau eine mit goldenem Ring umgebene silberne Lutherrose mit herzförmigem rotem Butzen, darin ein schwarzes lateinisches Kreuz.
Gemeinde Neusitz Geteilt; oben dreimal geteilt von Silber und Blau, unten in Silber ein wachsender schwarzer Adler.
Gemeinde Oberdachstetten Gespalten; vorne in Gold ein rot bewehrter, halber schwarzer Adler am Spalt; hinten geteilt von Rot und Silber, oben ein silberner Handschuh, unten ein schwebendes, schwarzes Tatzenkreuz.
Gemeinde Ohrenbach In Blau eine goldene Toranlage mit romanischem Torbogen, darin in Rot ein wachsender silberner Bischofsstab, oben rechts an goldener Stange eine silberne Fahne mit schwarzem Bundschuh, oben links ein links gewendeter golden bewehrter, silberner Reiherkopf.
Stadt Ornbau In Rot ein goldener Löwe, der mit den Vorderpranken einen abgewendeten, aufrechten goldenen Bischofsstab hält.
Gemeinde Petersaurach Gespalten; vorne in Grün ein silberner Balken, überdeckt von einem gestürzten, schrägen goldenen Schlüssel; hinten geteilt von Gold und Rot mit zwei Eisenhüten in verwechselten Farben.
Gemeinde Röckingen Über grünem Dreiberg gespalten von Silber und Schwarz, belegt von einer auf dem Dreiberg stehenden goldenen Roggengarbe. Hinter dem Schild ein goldgelockter Engel mit goldenen Flügeln, der den Schild an beiden Ecken mit den Händen hält und mit einem grünen Gewand mit weißen Ärmeln und einer über den Leib kreuzweise gebundenen weißen Binde bekleidet ist.
Große Kreisstadt Rothenburg ob der Tauber In Silber eine schwebende rote Burg mit zwei Zinnentürmen, dazwischen ein spitzbedachtes rotes Häuschen.
Gemeinde Rügland Unter rotem Zinnenschildhaupt in Silber ein schwarzes Schildchen mit goldenem Balken, beseitet von je einer aufrechten schwarzen Hirschstange.
Gemeinde Sachsen b.Ansbach Gespalten; vorne in Gold ein rot bewehrter schwarzer Adler am Spalt, hinten in Silber zwei schräg gekreuzte rote Kurzschwerter.
Stadt Schillingsfürst Geteilt durch drei Spitzen in Rot und Silber; oben ein silberner, unten ein schwarzer hersehender Löwe (Leopard) mit eingeschlagenem Schweif.
Gemeinde Schnelldorf Durch einen roten Wellenbalken geteilt; oben in Silber ein herschauender, schreitender rot gezungter schwarzer Leopard mit niedergeschlagenem Schweif, unten von Silber und Blau fünfmal gespalten.
Markt Schopfloch Unter schwarzem Schildhaupt, darin ein silberner Schragen, fünfmal schräg geteilt von Silber und Rot.
Gemeinde Steinsfeld In Rot unter einem silbernen Schildhaupt, darin ein roter Pfahl, vorne ein links gewendeter silberner Löwe, hinten eine schwebende, halbe silberne Burg mit Zinnenturm.
Gemeinde Unterschwaningen Geviert von Silber und Schwarz, überdeckt mit einem schreitenden, rot bewehrten silbernen Schwan mit ausgebreiteten Flügeln.
Stadt Wassertrüdingen Geviert; 1 und 4: in Rot eine vierfüßige goldene Truhe mit Pultdeckel und Schlossblech, 2 und 3: wieder geviert, 2 von Schwarz und Silber, 3 von Silber und Schwarz.
Markt Weidenbach Gespalten von Silber und Schwarz; vorne über gesenktem blauen Wellenbalken ein gebogener grüner Weidenzweig, hinten ein auffliegender widersehender silberner Falke, der ein goldenes Pflugmesser in den Fängen hält.
Gemeinde Weihenzell In Silber auf grünem Dreiberg, der mit einer silbernen Wellenspitze belegt ist, eine grüne Kleepflanze mit fünf Blättern, der Stängel belegt mit einem blauen Schild, darin eine goldene heraldische Lilie.
Markt Weiltingen Geteilt von Grün und Rot; oben ein schwebender goldener Stechhelm in Vorderansicht, unten auf blauem Felsenberg eine fünftürmige silberne Burg mit blauen Dächern.
Gemeinde Wettringen In Silber über grünem Dreiberg, der mit einem silbernen Wellenbalken belegt ist, eine schwebende rote Burg mit Zinnentürmen, beseitet vorne von einem senkrechten schwarzen Schlüssel, hinten von einem schwarzen Schwert.
Gemeinde Wieseth Unter dreimal von Silber und Blau geteiltem Schildhaupt in Gold eine schwarze Bogenbrücke, darunter ein roter Wisentkopf.
Gemeinde Wilburgstetten Gespalten; vorne in Rot ein aufrechter goldener Rechen, hinten in Silber ein halbes blaues Mühlrad am Spalt.
Gemeinde Windelsbach In Gold ein gelehnter, dreimal von Silber und Blau geteilter Schild, auf dessen linker Ecke ein blauer Topfhelm mit zwei seitlichen senkrechten roten Zylindern als Helmzier, deren rechter mit kleinen Löchern versehen ist.
Stadt Windsbach Gespalten; vorne geviert von Silber und Schwarz, hinten in Rot ein silberner Schrägwellenbalken.
Gemeinde Wittelshofen Unter von Silber und Schwarz geviertem Schildhaupt, in Blau eine silberne heraldische Lilie.
Stadt Wolframs-Eschenbach In Grün ein schräglinker silberner Wellenbalken.
Gemeinde Wörnitz In Silber eine aus einem grünen Dreiberg, der mit einem silbernen Wellenbalken belegt ist, wachsende grüne Linde, beseitet von zwei roten Zinnentürmen, die durch eine rote Mauer verbunden sind.

## Ehemalige Gemeinden mit eigenem Wappen

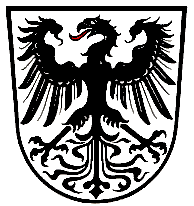
Gemeinde Aufkirchen
Gemeinde Biederbach
Gemeinde Büchelberg
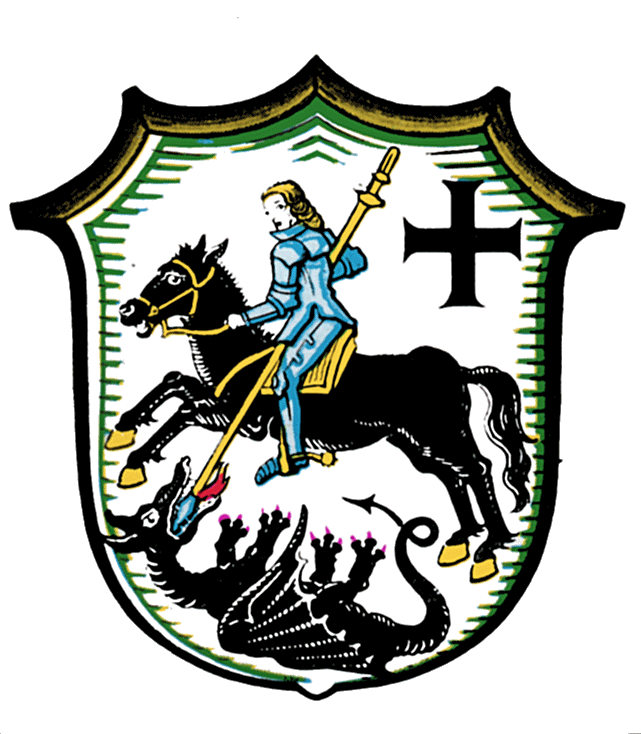
Gemeinde Elpersdorf b.Windsbach In Silber der blaugerüstete und barhäuptige hl. Georg auf einem sich aufbäumenden golden bewehrten und golden gezäumten schwarzen Pferd, dem Lindwurm eine goldene Lanze in den Rachen stoßend; im linken Obereck schwebt ein schwarzes Tatzenkreuz.
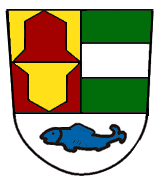
Gemeinde Großhaslach Über silbernen Schildfuß, darin ein waagrechter blauer Fisch, gespalten; vorne geteilt von Gold und Rot mit 2 Eisenhüten in verwechselten Farben; hinten in Grün ein silberner Balken.
Gemeinde Haundorf
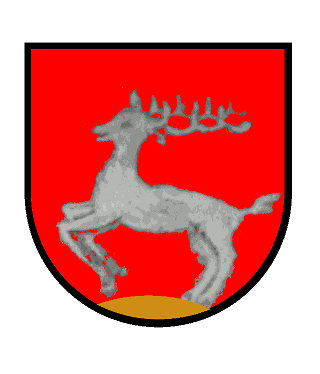
Gemeinde Hirschlach In Rot auf goldenem gebogenem Schildfuß ein silberner springender Hirsch.
Gemeinde Larrieden
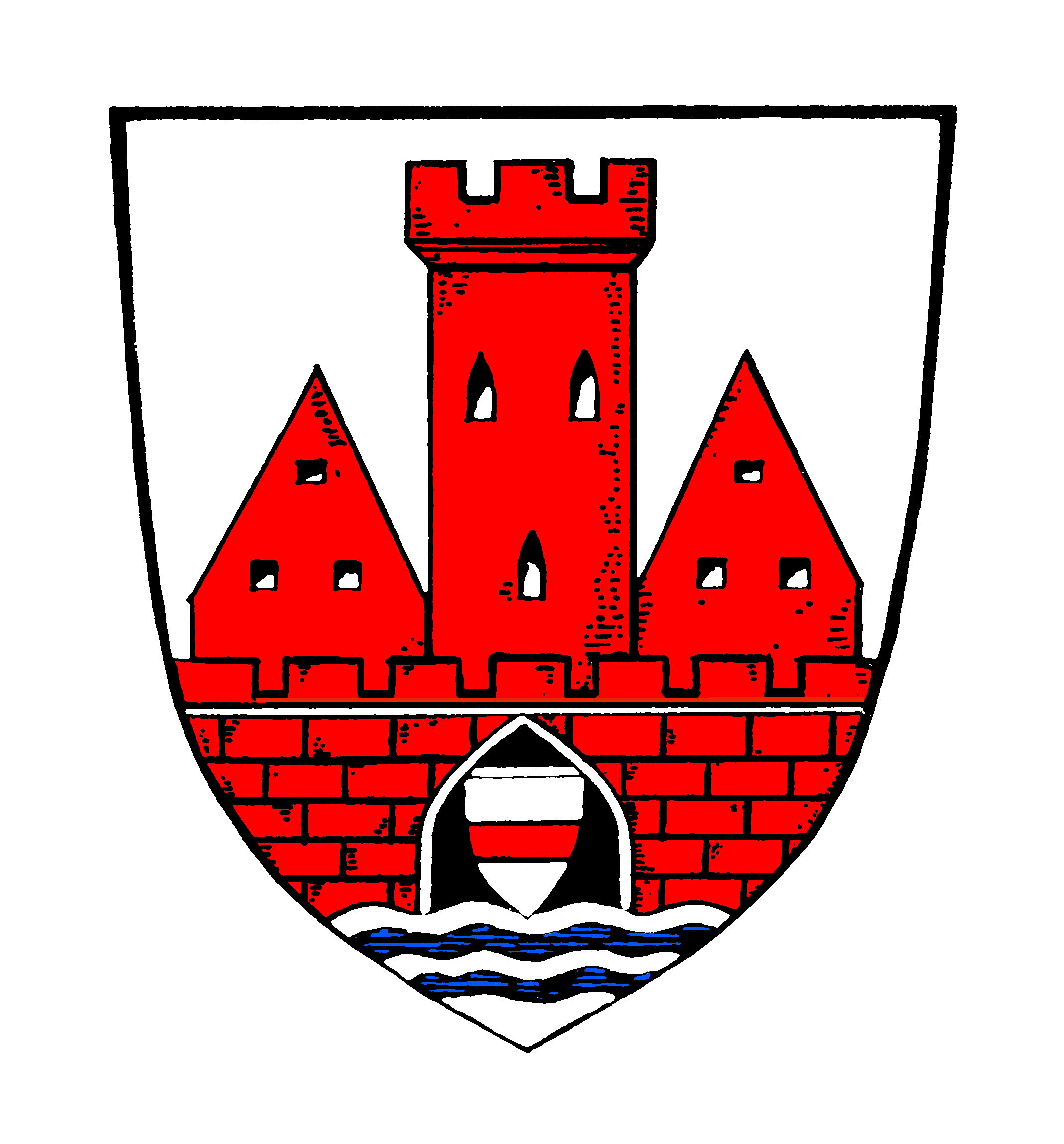
Gemeinde Leonrod In Silber über blauen Wellen eine rote Burg mit Zinnenmauer und zinnenbekröntem Torturm zwischen zwei Giebelhäusern; im Tor ein silberner Schild mit rotem Balken.
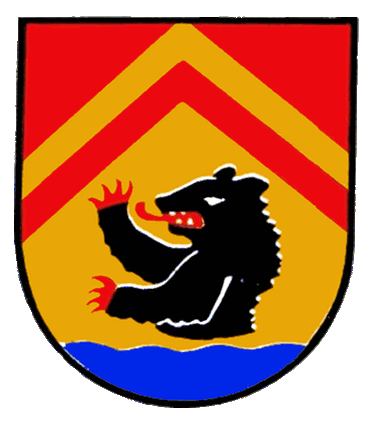
Gemeinde Obersulzbach Dreimal sparrenförmig geteilt von Rot und Gold; darunter über blauem Wellenschildfuß ein rot bewehrter schwarzer Bärenrumpf.
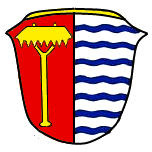
Gemeinde Sinbronn
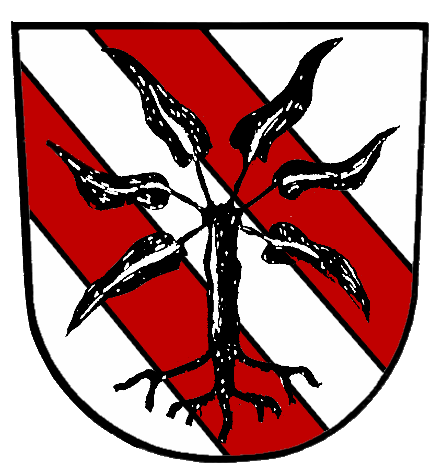
Gemeinde Untereschenbach In Silber zwei rote Schrägbalken mit einer bewurzelten sechsblättrigen schwarzen Esche
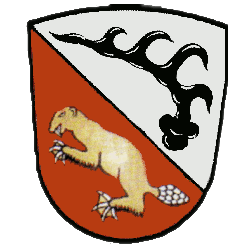
Gemeinde Unternbibert Schräg geteilt von Silber und Rot, oben eine linksgewendete gestürzte schwarze Hirschstange, unten ein steigender Biber in natürlichen Farben.
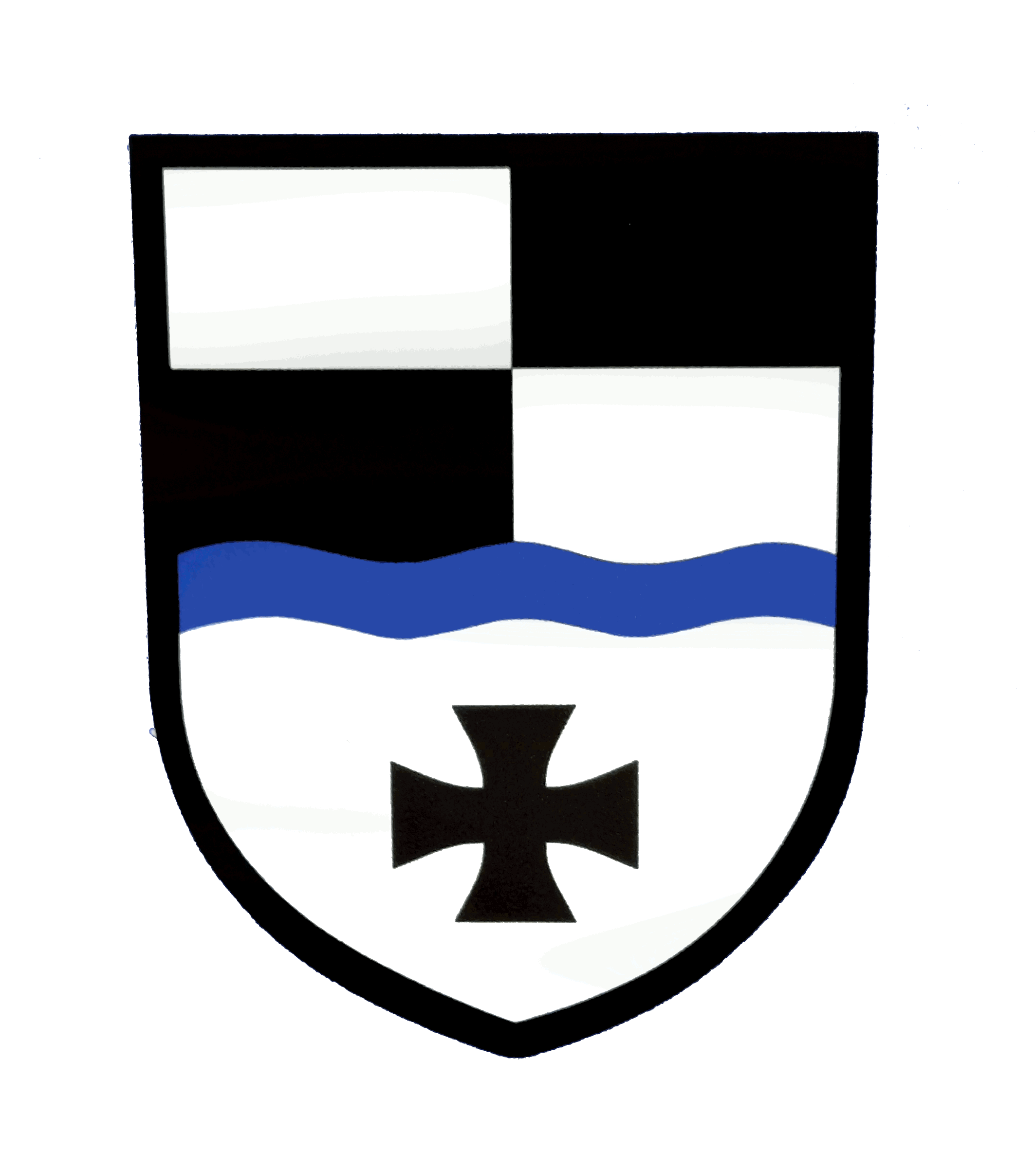
Gemeinde Wattenbach Geteilt durch einen blauen Wellenbalken, oben geviert von Silber und Schwarz, unten in Silber ein schwarzes Tatzenkreuz
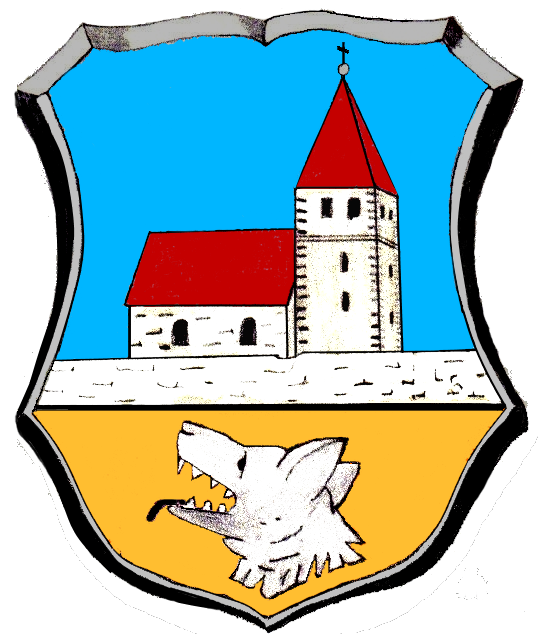
Gemeinde Wernsbach bei Windsbach Geteilt von Blau und Gelb; oben die Laurentiuskirche von Wernsbach, unten der Kopf des Neusener Wolfes.